# Patria - Toda Rusia
Patria-Toda Rusia (en ruso: Отечество - Вся Россия, ОВР) fue un bloque político que existió en Rusia desde 1998 hasta 2002.
Se formó a partir del movimiento Patria, presidido por el alcalde de Moscú, Yuri Luzhkov, y el colectivo Toda Rusia, encabezado por Mintimer Shaimíev, Murtaza Rakhimov, Ruslan Aushev y Vladimir Yakovlev. En su Congreso fundacional, que tuvo lugar el 28 de agosto de 1999, sus primeros presidentes electos fue Yevgueni Primakov y Yuri Luzhkov.
El partido participó en las elecciones legislativas de 1999, siendo liderado por Yevgueni Primakov, Yuri Luzhkov y Vladímir Yákovlev. Obtuvo un 13,3 % de los votos y 68 escaños en la Duma Estatal. Apoyó la elección de Vladímir Putin como presidente de Rusia en 2000.
En diciembre de 2001 acordó fusionarse con el partido Unidad para formar Rusia Unida. No obstante, el partido no fue oficialmente disuelto hasta el 9 de abril de 2002.